# 5978 Kaminokuni
5978 Kaminokuni è un asteroide della fascia principale. Scoperto nel 1992, presenta un'orbita caratterizzata da un semiasse maggiore pari a 2,2293840 UA e da un'eccentricità di 0,1123982, inclinata di 6,66636° rispetto all'eclittica.